# Johannsenomyia blantoni
Johannsenomyia blantoni är en tvåvingeart som först beskrevs av Lane och Wirth 1961.  Johannsenomyia blantoni ingår i släktet Johannsenomyia och familjen svidknott.
Artens utbredningsområde är Panama. Inga underarter finns listade i Catalogue of Life.